# Narrativa crossmedia
La narrativa crossmedia es una misma narrativa que se cuenta en múltiples formatos, pero donde la historia se replica en cada uno sin extender el universo narrativo. Entonces, se entiende como el fenómeno que cruza plataformas sin ampliar lo ya contado en cada espacio.

## Etapas
Hay cuatro etapas que comprenden el concepto de crossmedia y su evolución hacia las narrativas transmedia.
La primera etapa, también conocida como inicial, se basa en los primeros contenidos que se distribuyen exactamente iguales a través de diferentes canales (la misma película en cine, DVD y TV). La segunda etapa, conocida como los extras, trata de contenidos (making off, entrevistas, etc.) que se distribuyen como complemento al contenido pero no a la narrativa. La tercera etapa, es la que el contenido se completa en otro canal, por ejemplo: una serie de TV la cual su capítulo termina intrigante y continua en una web. Por último, en la cuarta etapa, las técnicas evolucionan hacia las narrativas transmedia, lo cual implica la construcción de un universo narrativo y comunicativo en relación con el contenido original. Lo enriquece, lo complementa, y proporciona múltiples canales de entrada a la historia, que pueden funcionar independientemente.

## Crossmedia Marketing
Crossmedia Marketing es una estrategia integral de marketing. Se utilizan distintos tipos de canales, medios y soportes con el fin de transmitir un mismo mensaje, adaptándolo siempre a cada caso. Por ejemplo: se lanza un mismo mensaje en Twitter y se termina adaptando para Youtube.

## Crossmedia y la publicidad
Las agencias buscan ofrecer historias a los consumidores, se les llama campañas publicitarias. Cuando se trata de crossmedia, la historia tiene la posibilidad de cruzar diferentes medios pero con una ruta determinada que invita al usuario a vivir una experiencia en relación con lo que se ofrece. Se dice que el crossmedia es la respuesta entre las nuevas tecnologías basadas en Internet y la telefonía inteligente, lo cual ayudó a que las personas participen. En ningún momento se busca que la historia se amplíe gracias a la actividad de los espectadores.